# 電撃テンジカーズ
『電撃テンジカーズ』（でんげきテンジカーズ）は古賀亮一による日本のギャグ漫画作品。『月刊コミック電撃大王』（メディアワークス）にて、2006年8月号から2010年12月号にかけて連載。2010年、単行本第2巻の発売を記念して、作中に登場する「107代目悟空Tシャツ」が商品化されている。

## 物語概要
三蔵法師が免許制の異世界を舞台に、三蔵ハルカ一行とそれに勝手に同行している三蔵太郎の暴走を描く。それまでの古賀作品とは異なり、物語に「天竺に行く」という目的があり、前話のオチが騒動のきっかけになるなど各話に繋がりが見られる。

## 主な登場人物
悟空
本作の主人公。元々は日本出身の中学一年生。通学中、太郎によって別世界に引きずり込まれた。偶然悟空専用アイテムの輪っかをかぶってしまい、猿属性を持っていたため悟空となった。元の世界に戻るために天竺を目指す。そんな経緯で悟空となった為に悟空としての力は殆ど使いこなせておらず、異世界の常識に戸惑いっぱなし
基本的にはツッコミ役の常識人だが時には年相応のスケベな面をのぞかせることも。話が進む度にあからさまにエロくなっており八戒に怒られる事もしばしば。中性的な顔立ちであり、女しか入れない女村を通過する際に女装した際は八戒が嫉妬するほど良く似合っており、女村のおかしらには「嫁にする」と狙われている。
ハルカに憧れているが、連載中期からは八戒の事も意識し出している。
本名は西 勇気（にし ゆうき）である事が3巻あとがきで語られているが、作中では言及されていない。
三蔵ハルカ
メガネっ娘で巨乳で天然の三蔵法師。三蔵なのにお経が唱えられない。コブラツイストやジャイアントスイングなどプロレス技を得意とする。太郎よりは少ないものの、度々妙なコスプレをさせられている。行く先々で面白そうな事態に直面すると、その場のノリですぐに首を突っ込みたがるため、一行がたびたび寄り道したり足止めを喰らったりする原因を作っている。また極度の方向音痴。
悟空や八戒を可愛がっており、太郎とまともに取り合う数少ない女性キャラ。
実は良家のお嬢様で、社会勉強の為に三蔵になった事が3巻あとがきで語られているが、作中では言及されていない。
八戒
幼い女の子の容姿をした豚の妖怪。生真面目な性格で、本作では数少ないツッコミ専門キャラ。
主に暴走しがちな太郎・悟浄や天然のハルカを軌道修正する役割を持つが、太郎や悪行妖怪への嫌がらせは悪ノリする場合もある。腕っぷしはかなり強く、馬鍬型の武器を振り回して戦う。
怒ったり食べ物を大量に摂取するなどして「獣人化」すると豚妖怪本来の力が発揮されてさらに強くなるが、本人は耳と四肢が多少豚に近くなる程度だがその外見を気にしてあまりその姿になりたがらない。
年恰好の近い悟空に対しては好意を抱いているような描写が見受けられるが、実際のところ彼をどう思っているのかは不明。
外見年齢は悟空の1個下程であると3巻あとがきで語られているが、実際の年齢は不明。
沙悟浄
カッパ国出身のニヒルでクールな河童。拳銃を愛用しており、その銃口はしばしば妖怪や太郎に向けられる。河童であるため乾燥に弱く、定期的に水分を「カッパチャージ」しないと体が干からびてしまう。
クールを気取っているが悪ノリ・悪ふざけが酷く、特に太郎に対しては容赦ない嫌がらせを積極的に行う。かと思えば太郎と共に悪ふざけする等、太郎とは悪友的な関係である。
連載中期にカッパ国の姫・マリアと恋人関係になる。
3巻あとがきによると、シリアス展開にも使えるよう考案されたキャラだが、ついぞシリアス展開は無かった。
三蔵太郎
なまず髭に眼鏡をかけた中年男性。三蔵法師であるが素行が悪く、女性に対してセクハラを行ったりしているため、毎回ひどい目に遭わされる。ハルカと同じ教習所で三蔵免許を取ったらしい。まともな法衣を着ていたのは登場当初だけで、毎回異なるコスプレをさせられている。途中から本人も含めて彼が三蔵だということを忘れ去られているようで、ドリフターズの『飛べ!孫悟空』に登場するカトちゃんに相当するキャラクターとしてハルカの一行の一員として定着してしまっている。
その正体はこの世界におけるお釈迦様。かつては天竺で平和に暮らしていたが、後述する107代目悟空に天竺を乗っ取られ、同時に記憶も消されて天竺を追放された。物語のラストで107代目悟空が倒されたことにより釈迦として復活するが、素行の悪さは全く変わっておらず、むしろ釈迦の力を取り戻したことでより悪化している。
｢ゲノム｣のパクマン・｢ニニンがシノブ伝｣の音速丸等、古賀作品恒例のアグレッシブなオバカスケベキャラだが、扱いは彼らと比べても割と悲惨な傾向にある。
金角・銀角
宿屋を営んでいた美少女姉妹だが、実は悪行妖怪。名前を呼ばれると中に吸い込まれてしまうひょうたんを利用して、旅人から金品を巻き上げていたが、初登場時のハルカたちとの戦いでひょうたんと宿屋を失い、その後はハルカたちの行く先々の村で宿屋再建のためのバイトをしているセミレギュラーとなった。姉の金角はツンデレ系で、妹の銀角は天然系。
おかしら
女性同士で生活する「女族」の族長で、各地に点在する「女村」を束ねている。本名は「お龍」で、本性を現すと龍の角や尾が生える。女村を通過するため女装した悟空に一目惚れしてしまう。男を女に、女を男に変える光線を手から発することがで、もう一度光線に当たると元に戻る。女装・女体化した悟空を「ゴクチン」と呼んで可愛がっているが、沙悟浄に「（悟空が）もし男だったら？」と聞かれた際は「とりあえず去勢してから考える」と発言しており、悟空には恐れられている。
107代目悟空
妖怪猿。尻が金色をしており、沙悟浄の銃弾を弾き返している辺り、本物の金で出来ている可能性もある。電池動力の剣を振りかざすことで異世界への入り口を開くことができ、これによって悟空は日本から連れて来られた。107代目というのは、この猿が世襲制というわけではなく、太郎がスカウトした107人目の悟空候補という意味である。彼の顔が描かれたTシャツが読者プレゼントとして実際に製造されたことがある。
たびたび登場しては太郎を襲撃していたが、その真の目的は太郎が釈迦として覚醒することを妨害する為であった。最終話で悟空に魔力の源である金の尻を封じられ、撃退された。
マリア
カッパ国のお姫様。オタク趣味持ち。アニメショップへ行くためお忍びで外出したところをテンジカーズと出会い、その際に何かと世話を焼いてくれた悟浄に惚れる。悟浄の方も「今度会ったらアニソンカラオケに連れて行く」と言ったり、バレンタインには電話でチョコを催促したりとまんざらではない様子。最終回では悟浄とハネムーンの行き先について話し合っていたことから、かなり関係は進んでいる模様。
アイアイ
悟空を「おししょーさま」と呼んで慕う猿の女の子。猿ではあるが、容姿は人間のそれとあまり変わらず可愛らしい顔立ちをしている。「初めて生で見た悟空だったから」という単純な理由で悟空に憧れ、弟子入りしようとした。如意棒や筋斗雲の扱いに長けており、分身妖術も使えるなど、能力は悟空よりも優秀。

## 書誌情報
- 古賀亮一『電撃テンジカーズ』メディアワークス〈電撃コミックスEX〉、全3巻
  1. 2008年2月27日発売[3]、ISBN 978-4-8402-4214-1
  2. 2010年4月27日発売[4]、ISBN 978-4-0486-8571-9
  3. 2011年6月27日発売[5]、ISBN 978-4-0487-0338-3